# Claudio Lange
Claudio Lange (geboren am 18. Dezember 1944 in Santiago de Chile) ist ein deutsch-chilenischer Lyriker, Künstler und Religionswissenschaftler.

## Leben
Claudio Lange begann zunächst 1962 ein Medizinstudium in Chile, das er jedoch abbrach. 1963 ging er nach Deutschland und studierte Soziologie an der LMU München und ab 1967 Religionswissenschaft an der FU Berlin, wo er 1972 mit einer kolonialismusgeschichtlichen Arbeit über Bartolomé de Las Casas promovierte. Im März 1973 nach Chile zurückgekehrt, musste er nach der Machtergreifung Pinochets im September bereits im Oktober wieder nach Deutschland fliehen und erhielt 1974 ein Rückkehrverbot, das erst 1983 aufgehoben wurde. Diese Situation des als Sohn deutschstämmiger Eltern als politischer Flüchtling im deutschen Exil Lebenden reflektierte er in dem 1980 erschienenen Gedichtband Rückkehr ins Exil. Seither lebt Lange als Lyriker, religionswissenschaftlicher Autor und bildender Künstler in Berlin und Andalusien. Er ist Mitglied der Neuen Gesellschaft für Literatur (NGL) und war von 1986 bis 1989 in deren Vorstand gewählt worden.
Ein Schwerpunkt in Langes religions- und kunstgeschichtlichen Arbeiten bildet die Interpretation des Mittelalters als eine Epoche, in der sich die europäische Identität im Gegensatz und Konflikt mit der islamischen Kultur formierte. Zentral ist hier der von Lange als Epochenbezeichnung verwendete Begriff des „Antiislamismus“. Unter diesem Gesichtspunkt untersuchte und fotografierte er mit einem Stipendium der Reemtsma-Stiftung von 1989 bis 1992 in Kirchen des Mittelmeerraumes die zahlreichen romanischen Skulpturen, die Muslime in abwertenden und entwürdigenden Posen zeigen. Ein Ergebnis dieser Arbeiten war die 2003 bis 2004 im Museum für Islamische Kunst in Berlin gezeigte Ausstellung Islam in Kathedralen – Bilder des Anti-Christen in der Romanischen Skulptur sowie der begleitende Fotoband Der nackte Feind. Neben seinen literarischen und wissenschaftlichen Arbeiten ist Lange Maler und Fotograf und präsentierte seine Werke in zahlreichen Ausstellungen in Galerien in Berlin, München und im spanischen Carboneras.

## Werke
- Kolonialismus. Zeugnis von Bartolomé de Las Gasas <sic!>. Dissertation, Freie Universität Berlin 1972.
- Milch, Wein & Kupfer. In memoriam Felix Huentelaf. März bei Zweitausendeins, Frankfurt am Main 1979.
- mit Cristián Vila: Dueto. Lyrik. Editorial Nascimento, Santiago de Chile 1980.
- Rückkehr ins Exil und andere Gedichte. Rowohlt, Reinbek bei Hamburg 1980, ISBN 3-499-25133-7.
- mit Cristián Vila: Al mar. Ed. Universitaria, Santiago de Chile 1981.
- Würde des Menschen. Poem in 2 Teilen. Edition Mariannenpresse, Berlin 1982, ISBN 3-922510-12-4.
- Museum der Utopien vom Überleben. Transit, Berlin 1987, ISBN 3-88747-037-0.
- Kleines Werkzeug. Dichtungen bis 1996. Das Arabische Buch, Berlin 1996, ISBN 3-86093-115-6.

Herausgabe und Mitarbeit
- Moderne arabische Literatur. Das Arabische Buch, Berlin 1988, ISBN 3-923446-40-3.
- mit Gabriele Bartz und Alfred Karnein: Liebesfreuden im Mittelalter. Kulturgeschichte der Erotik und Sexualität in Bildern und Dokumenten. Belser, Zürich und Stuttgart 1994, ISBN 3-7630-2311-9.
- Der nackte Feind. Anti-Islam in der romanischen Kunst. Fotoband anlässlich der Ausstellung Islam in Kathedralen – Bilder des Anti-Christen in der Romanischen Skulptur im Museum für Islamische Kunst, Berlin, vom 22. Juni 2003 bis 31. März 2004. Mit einem Vorw. von Almut Sh. Bruckstein sowie Essays von Gil Anidjar und Claudio Lange. Fotos von Claudio Lange. Parthas, Berlin 2004, ISBN 3-936324-13-1.

Dokumentarfilm
- mit Heiner Sylvester: Der kleine Treibhauseffekt. Ausstrahlung auf Arte am 7. August 2003, im ZDFdokukanal am 19. und 20. Juli 2003.